# Чувашский Байтуган
Чува́шский Байтуга́н (чув. Чӑваш Пайтуканӗ) — село в Камышлинском районе Самарской области России. Входит в состав сельского поселения Байтуган.

## География
Село находится в северо-восточной части Самарской области, в пределах Бугульминско-Белебеевской возвышенности, в лесостепной зоне, на правом берегу реки Сок, вблизи места впадения в неё реки Байтуган, к северу от автотрассы М5, на расстоянии примерно 9 километров (по прямой) к востоку-юго-востоку (ESE) от Камышлы, административного центра района. Абсолютная высота — 124 метра над уровнем моря.
Климат
Климат характеризуется как умеренно континентальный. Среднегодовая температура воздуха — 3,1 °С. Средняя температура воздуха самого тёплого месяца (июля) — 19,2 °C (абсолютный максимум — 37 °C); самого холодного (января) — −13,3 °C (абсолютный минимум — −46 °C). Среднегодовое количество атмосферных осадков составляет 430 мм, из которых большая часть выпадает в тёплый период. Снежный покров держится в течение 163 дней.
Часовой пояс
Село Чувашский Байтуган, как и вся Самарская область, находится в часовой зоне МСК+1. Смещение применяемого времени относительно UTC составляет +4:00.

## Население
| 2010 |
| ---- |
| 70   |

Половой состав
По данным Всероссийской переписи населения 2010 года в гендерной структуре населения мужчины составляли 51,4 %, женщины — соответственно 48,6 %.
Национальный состав
Согласно результатам переписи 2002 года, в национальной структуре населения чуваши составляли 80 % из 91 чел.